# Strazeele
Strazeele, auf Niederländisch „Strazele“, Aussprache [stʁazɛl], ist eine französische Gemeinde mit 944 Einwohnern (Stand: 1. Januar 2022) im Département Nord in der Region Hauts-de-France. Sie gehört zum Arrondissement Dunkerque und ist Mitglied im Gemeindeverband Cœur de Flandre Agglo. Die Bewohner werden Strazeelois und Strazeeloises genannt.

## Geografie

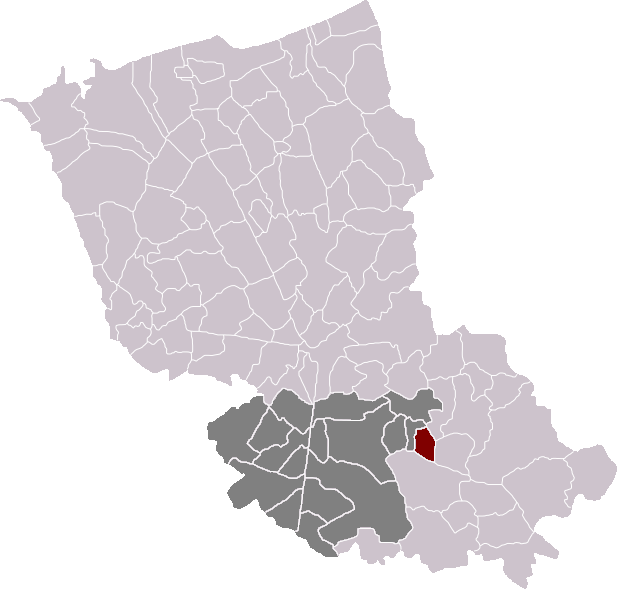
Lage von Strazeele im Arrondissement Dunkerque

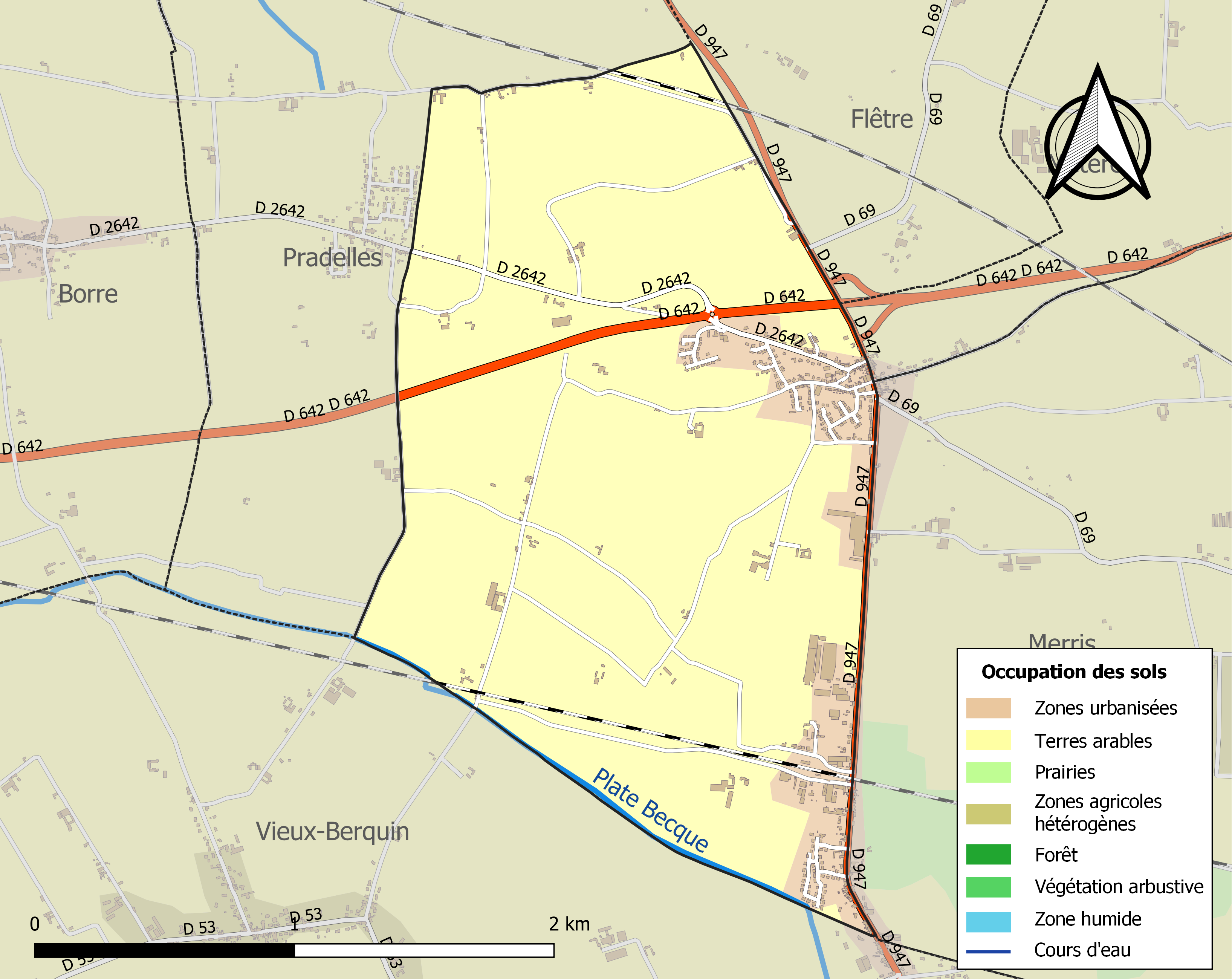
Bodennutzung, Hydrografie und Infrastruktur der Gemeinde (2018)

Strazeele liegt in Französisch-Flandern, etwa 39 Kilometer südsüdöstlich von Dünkirchen und etwa 33 Kilometer westnordwestlich von Lille. Sie befindet sich in der Région naturelle Houtland in den südlichen Ausläufern der Hügelkette Monts de Flandre. Die Plate Becque begrenzt das Gemeindegebiet im Süden. Die Acker Becque entspringt in der Gemeinde an der östlichen Grenze, durchquert sie zunächst in westlicher Richtung bis zur westlichen Grenze und läuft dann an ihr entlang bis zur Mündung in die Plate Becque im äußersten Südwesten. Das Zentrum liegt leicht erhöht auf einer Höhe von etwa 60 m. Das Gelände fällt nach Süden zur Plate Becque hin auf 17 m ab.
Etwa 90 % der Fläche der Gemeinde werden landwirtschaftlich genutzt, etwa 10 % entfallen auf bebaute Flächen (Stand: 2018).
Strazeele grenzt im Westen und Nordwesten an Pradelles, im Nordosten an Flêtre, im Osten an Méteren und Merris und im Süden an Vieux-Berquin.

## Etymologie
Der Name der Gemeinde leitet sich ab aus dem lateinischen strāta (Straße) und dem germanischen sali (Haus mit einem einzigen Raum) ab. Die Namensgebung weist auf die Lage an der Römerstraße von Cassel nach Arras in der Antike hin. Formen waren in der Folge „Stratsele“ (875), „Strascella“ (1142 und um 1215), „Straseles“ (1155), „Stracela“ (1168–1191).

## Bevölkerungsentwicklung
| Jahr                       | 1962 | 1968 | 1975 | 1982 | 1990 | 1999 | 2006 | 2013 | 2020 |
| Einwohner                  | 483  | 521  | 505  | 601  | 644  | 681  | 678  | 954  | 947  |
| Quellen: Cassini und INSEE |      |      |      |      |      |      |      |      |      |

## Sehenswürdigkeiten
- Kirche Saint-Martin, nach der Zerstörung im Ersten Weltkrieg in den 1920er Jahren neu gebaut
- Kapelle des Curé-d’Ars
- Wasserturm
- Von der mittelalterlichen Erdhügelburg im Weiler Ferme Rooses ist heute nichts mehr zu sehen, da der Erdhügel abgetragen wurde. Dennoch ist sie seit 1979 als Monument historique eingeschrieben.

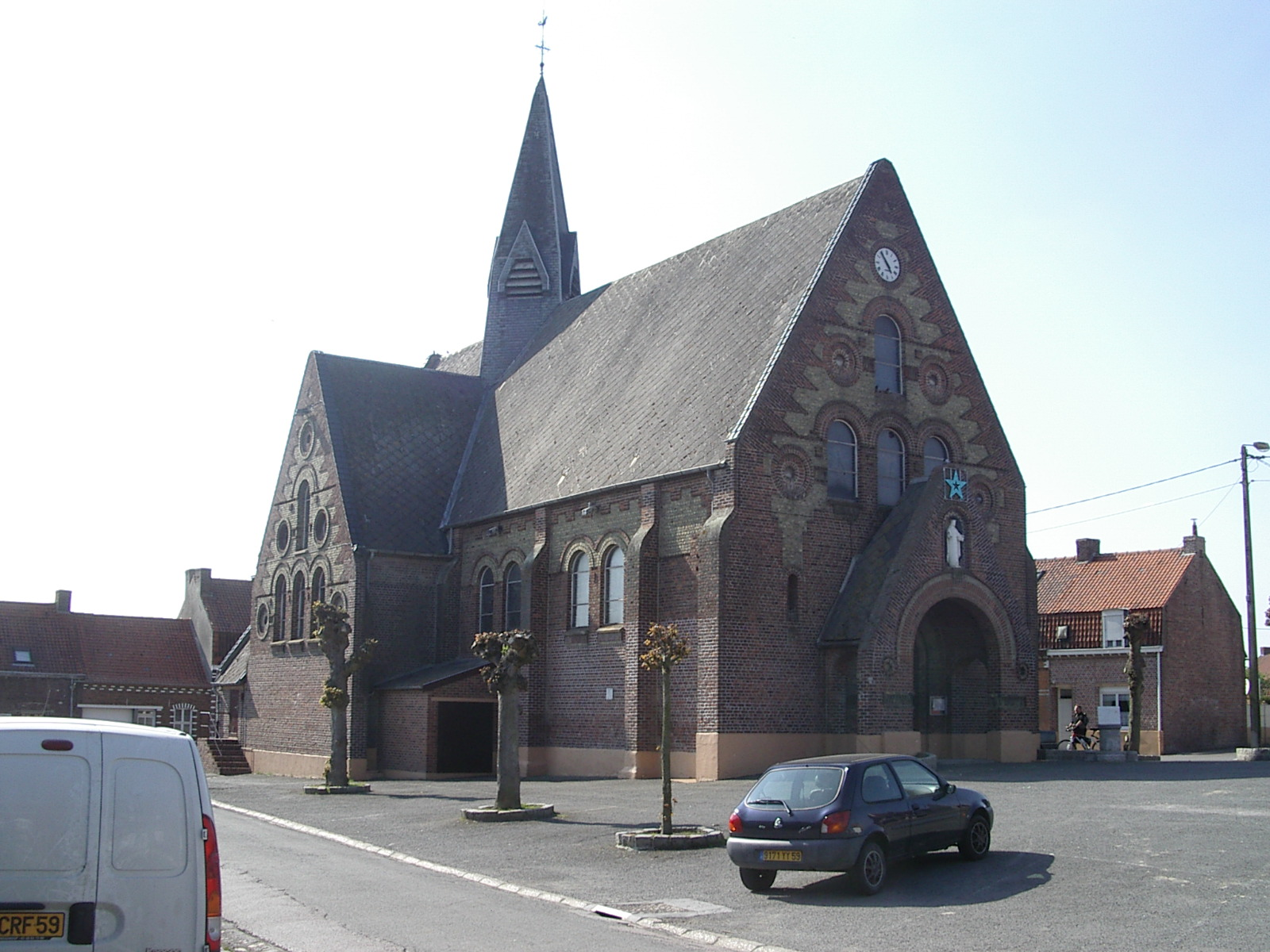
Kirche Saint-Martin
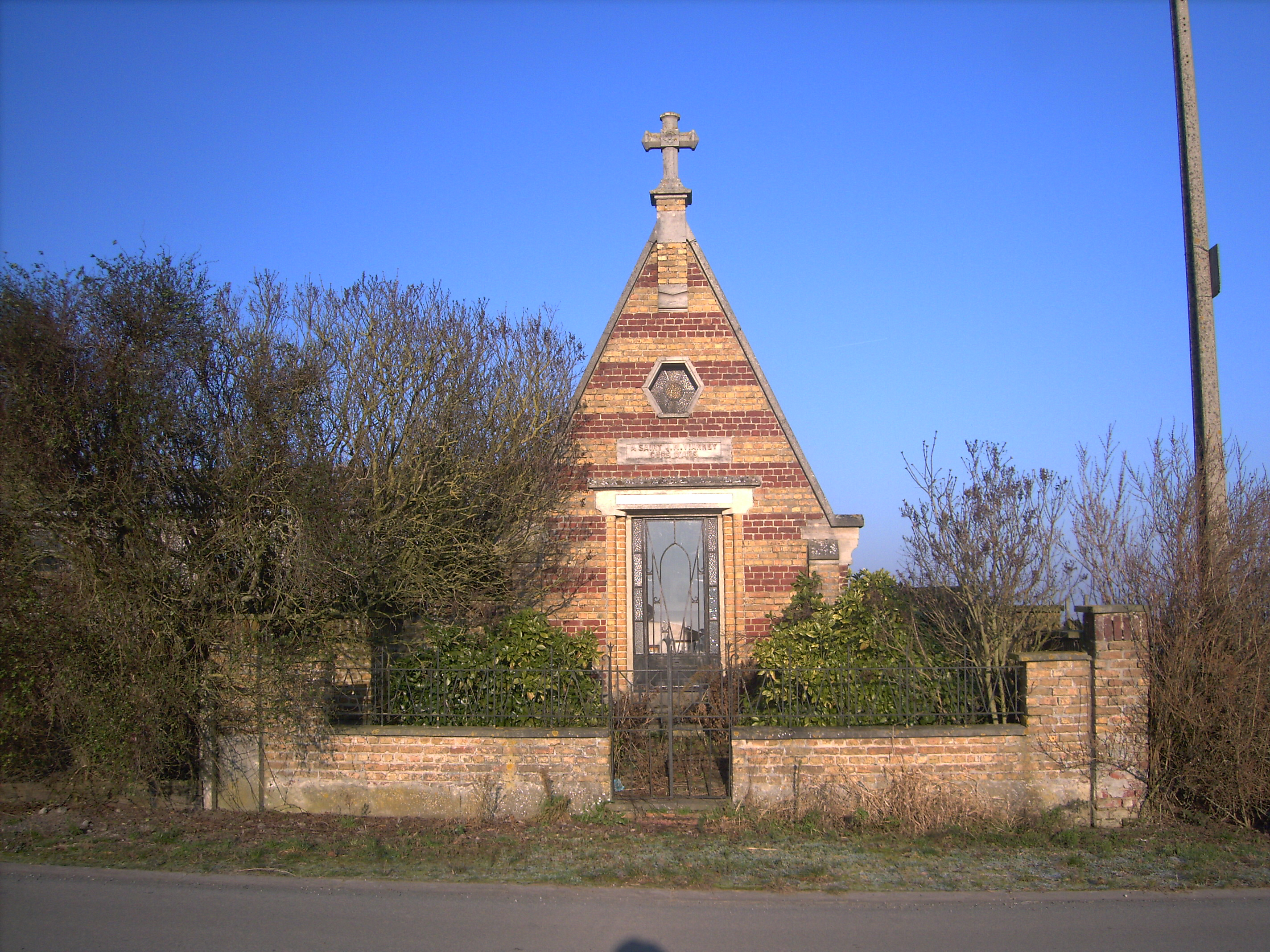
Kapelle des Curé-d’Ars
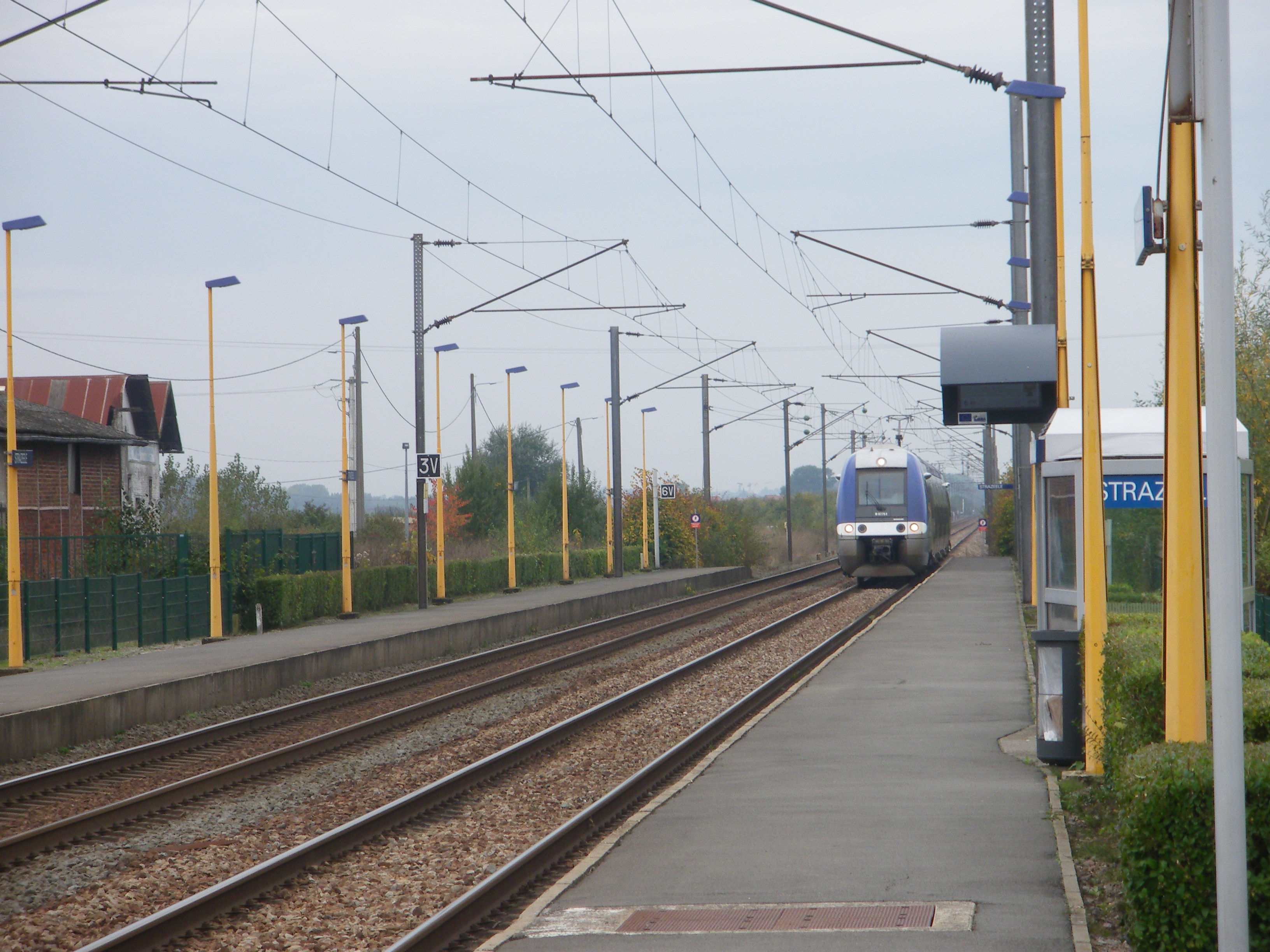
Haltepunkt Strazeele
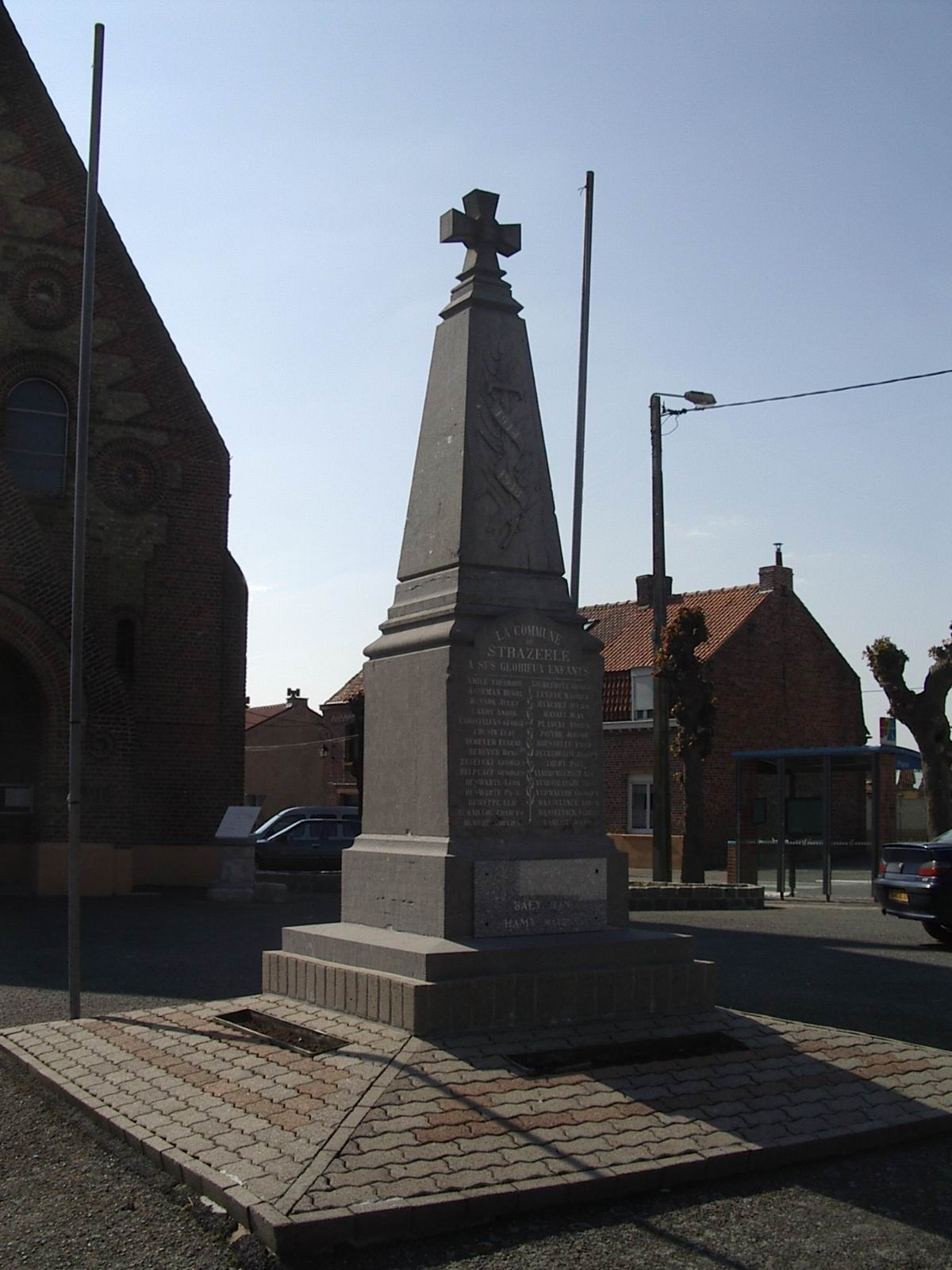
Gefallenendenkmal
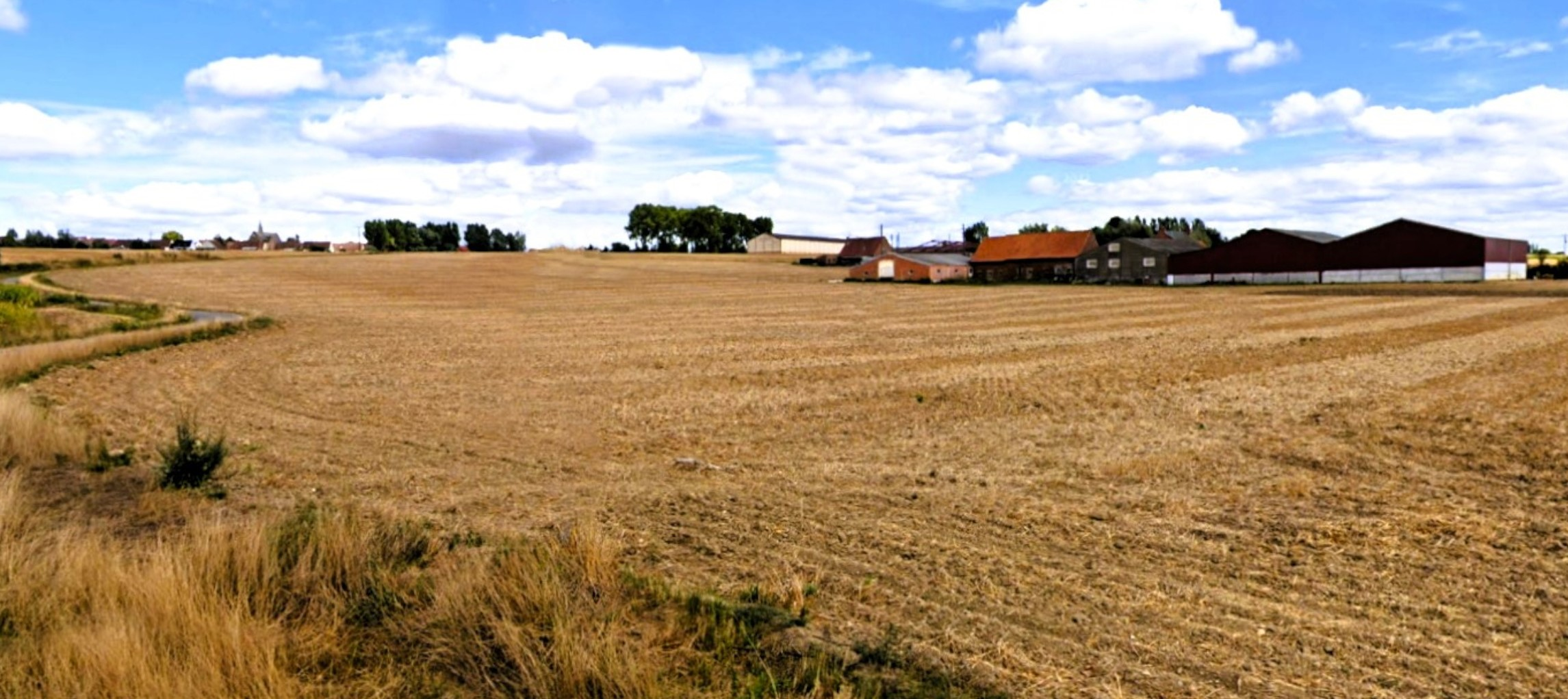
Standort der mittelalterlichen Erdhügelburg

## Verkehr
Die Departementsstraße D 642, die ehemalige Route nationale 42 von Boulogne-sur-Mer nach Lille, durchquert die Gemeinde von West nach Ost. Die Departementsstraße D 947, die ehemalige Route nationale 347 von Lens nach Bray-Dunes, wird entlang der östlichen Gemeindegrenze auf der Trasse der alten Römerstraße geführt. Die D 2642 benutzt die alte Trasse der Route nationale 42 und führt westlich über Pradelles und Borre nach Hazebrouck. Busse einer Linie der Transportgesellschaft Arc-en-Ciel des Départements Nord fahren nach Hazebrouck im Westen und nach Bailleul im Osten.
Strazeele besitzt einen Haltepunkt an der Bahnstrecke Lille–Les Fontinettes, der von Zügen einer Linie der TER Hauts-de-France bedient wird, die zwischen Hazebrouck und Lille verkehren.  Die Eisenbahn-Schnellfahrstrecke LGV Nord von Paris zum Eurotunnel durchquert das nördliche Gemeindegebiet auf einer Länge von etwa 500 Meter ohne Haltepunkt.